# Belgrandiella schleschi
Belgrandiella schleschi is een slakkensoort uit de familie van de Hydrobiidae. De wetenschappelijke naam van de soort is voor het eerst geldig gepubliceerd in 1932 door Kuscer.